# 잔소리 (아이유)
〈잔소리〉는 아이유의 세 번째 디지털 싱글이다. 2010년 6월 3일에 발매되었다.
타이틀 곡인 〈잔소리 (with 2AM 슬옹)〉과 발라드 곡인 "Rain Drop", 총 2곡으로 구성되어 있다. 이 앨범의 타이틀 곡 〈잔소리〉는 2010년 6월 27일 SBS 인기가요에서 뮤티즌송을 받았는데, 아이유가 데뷔한 후 음악 프로그램에서 1위로 수상하기는 이번 곡이 최초이다. 이 노래는 현재까지 300만의 디지털 다운로드 건수를 올리고있다.

## 개요
첫 번째 트랙에 있는 노래 〈잔소리〉는 아이유가 2AM의 슬옹과 함께 부른 곡으로 'MBC 우리 결혼했어요 시즌2'의 러브테마곡으로 사용하였다. 원래 이곡은 '우리 사랑하게 됐어요'를 부른 조권, 가인이 녹음할 예정이었으나 여러 가지 여건상 함께 하지 못하고 대신 아이유와 슬옹이 부르게 되었다. 그래서 다른 이름으로 '우리 사랑하게 됐어요2'라고 불리기도 한다.

하지만 'MBC 우리 결혼했어요 시즌2' 제작진은 공식홈페이지에 해명글을 올려 '<우리 결혼했어요>와 관련된 그 어떤 음원의 발표도 계획하고 있지 않다'고 공지하였다.
두 번째 트랙에 있는 노래 "Rain Drop"은 2009년 4월에 발매된 디지털 싱글 <우리집에 왜 왔니> 에 실린 곡중 휘성이 부른 〈Rain Drop〉과 동일한 곡으로써 가사만 조금 바꿔서 아이유가 다시 부르게 되었다.

## 트랙리스트
| #  | 제목                       | 작사     | 작곡     | 편곡     | 재생 시간 |
| -- | -------------------------- | -------- | -------- | -------- | --------- |
| 1. | 〈잔소리 (with 2AM 슬옹)〉 | 김이나   | 이민수   | 이민수   | 3:33      |
| 2. | 〈Rain Drop〉              | G.고릴라 | G.고릴라 | G.고릴라 | 3:47      |

## 성과
잔소리는 음원이 공개되자마자 큰 호응을 얻으며 발매 하루만에 음원사이트 일간차트 10위내에 랭크되었고, 발매 3일만인 2010년 6월 6일에는 국내 6대 음원사이트(멜론, 엠넷, 도시락, 소리바다, 벅스, 싸이월드 등)에서 일간차트 1위를 모두 휩쓰는 성과를 얻었다. 이는 아이유가 부른 곡들중 그동안 가장 좋은 반응을 얻었던 〈마쉬멜로우〉를 넘어서는 성적으로 아이유 데뷔후 6대 음원사이트 모두에서 일간차트 1위를 하기는 이번 곡이 처음이다.

다음 표는 〈잔소리〉의 주요 음원사이트에서의 일간차트 1위 기간이다.
| 음원사이트 | 1위 기간                          | 비고                         |
| ---------- | --------------------------------- | ---------------------------- |
| Melon      | 2010년 6월 5일 ~ 2010년 6월 22일  | 총 20일 (최장 18일 연속 1위) |
| Melon      | 2010년 6월 24일 ~ 2010년 6월 25일 | 총 20일 (최장 18일 연속 1위) |
| Mnet       | 2010년 6월 6일 ~ 2010년 6월 16일  | 11일 연속                    |
| Dosirak    | 2010년 6월 5일 ~ 2010년 6월 20일  | 16일 연속                    |
| Bugs       | 2010년 6월 5일 ~ 2010년 6월 16일  | 12일 연속                    |
| 소리바다   | 2010년 6월 5일 ~ 2010년 6월 17일  | 13일 연속                    |
| 싸이월드   | 2010년 6월 4일 ~ 2010년 6월 15일  | 총 16일 (최장 12일 연속 1위) |
| 싸이월드   | 2010년 6월 19일 ~ 2010년 6월 21일 | 총 16일 (최장 12일 연속 1위) |
| 싸이월드   | 2010년 6월 24일                   | 총 16일 (최장 12일 연속 1위) |

한편, 주간차트에서도 좋은 성적을 거두고 있어 벅스에서는 〈잔소리〉가 2010년 들어서 처음으로 2주 연속 주간차트 1위를 차지하게 되었다. 다른 음원사이트 멜론에서는 6월 첫째주부터 셋째주까지 3주연속 1위를 차지했고, 도시락, 소리바다에서는 6월 첫째주부터 둘째주까지 2주연속 1위를 차지했다. 싸이월드에서는 2010년 6월 첫째주부터 넷째주까지 주간차트 4주연속 1위를 차지했고, 발매 13일만에 10만곡 이상, 발매 30일만에 20만곡 이상을 판매해 2010년 7월 3일자부터 명예의 전당 실버 메달을 얻었다. 2011년 3월 9일에는 발매된지 9개월 7일(280여일)만에 30만곡 이상을 판매해 명예의 전당 골드 메달을 얻었다.
또, 싸이월드에서 2010년 6월 한달간 가장 많은 곡을 팔아 〈잔소리〉가 싸이월드 디지털 뮤직 어워드에서 'Song of the Month'를 수상하였다.
6월 한달간 월간차트의 순위도 상위권에 들었는데 도시락, 소리바다, 엠넷에서는 1위를 차지했고, 멜론에서는 2위를 차지했다.
그리고 공중파 가요차트에서도 좋은 성과를 거두었는데, SBS 인기가요에서는 2010년 6월 20일부터 2010년 7월 18일까지 5주간 Take7에 선정되었고, 이중 2010년 6월 27일에는 SBS 인기가요 뮤티즌송을 받아 아이유가 데뷔한 후 최초로 공중파 음악 프로그램에서 1위를 수상하게 되었다.
다음은 〈잔소리〉의 KBS 뮤직뱅크 K차트 순위이다.
| 주간                                   | 순위 | 비고      |
| -------------------------------------- | ---- | --------- |
| 6월 둘째주 (2010.05.31 ~ 2010.06.06)   | 26위 | 진입      |
| 6월 셋째주 (2010.06.07 ~ 2010.06.13)   | 4위  |           |
| 6월 넷째주 (2010.06.14 ~ 2010.06.20)   | 1위  | 시상 못함 |
| 7월 첫째주 (2010.06.21 ~ 2010.06.27)   | 1위  |           |
| 7월 둘째주 (2010.06.28 ~ 2010.07.04)   | 3위  |           |
| 7월 셋째주 (2010.07.05 ~ 2010.07.11)   | 4위  |           |
| 7월 넷째주 (2010.07.12 ~ 2010.07.18)   | 4위  |           |
| 7월 다섯째주 (2010.07.19 ~ 2010.07.25) | 5위  |           |
| 8월 첫째주 (2010.07.26 ~ 2010.08.01)   | 7위  |           |
| 8월 둘째주 (2010.08.02 ~ 2010.08.08)   | 12위 |           |
| 8월 셋째주 (2010.08.09 ~ 2010.08.15)   | 16위 |           |

| 주간                             | 순위 |
| -------------------------------- | ---- |
| 2010년 (2010.01.01 ~ 2010.12.12) | 8위  |

| 가온 디지털 종합 주간 차트 1위 노래 |                                |                                        |
| 이전                                | 2010년 6월 둘째주 ~ 6월 넷째주 | 다음                                   |
| "2 Different Tears" 원더걸스        | 2010년 6월 둘째주 ~ 6월 넷째주 | "죽을 만큼 아파서" MC몽 (Feat. 멜로우) |
|                                     |                                |                                        |
|                                     |                                |                                        |

## 참여 스텝
- 프로듀서: 조영철
- 작곡 & 편곡: G.고릴라, 이민수
- 작사: G.고릴라, 김이나
- 레코딩 엔지니어: 손명갑, 허은숙, 박선영
- 레코딩 스튜디오: LOEN Studio, BOOMING Studio, NEGA Studio
- 믹싱 엔지니어: 오재원 at NEGA Studio
- 마스터링: 전훈 at Sonic Korea
- 매니지먼트 감독: 남궁찬
- 매니지먼트 보조: 배종한, 이승호, 박정현
- A&R(레퍼토리): 김진명, 오유경
- 마케팅: 박혜선, 용하나, 박시원, 김미연
- 아티스트 계획 & 개발: 정성욱
- 어드미니스트레이션 보조: 이정민
- 스타일리스트: 심재훈, 노주희

## 같이 보기
- 2010년 가온 디지털 차트 1위 목록